# IPod+HP
Apple iPod+HP — лінійка портативних медіаплеєрів iPod під брендом HP, що розповсюджувалися компанією HP.
8 січня 2004 року Карлі Фіоріна на Consumer Electronics Show оголосила про угоду з Apple про запуск iPod+HP. Першим пристроєм лінійки iPod+HP став iPod четвертого покоління, доступний у конфігураціях пам'яті обсягом 20 і 40 ГБ. Apple iPod+HP спочатку мав бути доступний як «HP Blue».
Пізніше HP додала до лінійки iPod mini, iPod photo та iPod shuffle. Оскільки офіційно це були продукти HP, а не продукти Apple, сервіси Genius Bar магазинів Apple Store не були уповноважені ремонтувати iPod+HP, і їх доводилося відправляти в авторизований сервісний центр HP для ремонту, незважаючи на ідентичний дизайн з іншими iPod.

## Припинення угоди
29 липня 2005 року HP оголосила, що розриває угоду з Apple. Навіть незважаючи на те, що угода була розірвана, частина угоди не дозволяла HP виготовити конкуруючий цифровий музичний плеєр (MP3-плеєр) до серпня 2006 року. HP продовжувала попередньо встановлювати iTunes на персональних комп'ютерах до 6 січня 2006 року, допоки HP не оголосила про партнерство з RealNetworks для встановлення Rhapsody на домашніх плеєрах HP і Compaq під брендом HP.